# Sint-Walburgiskerk (Netterden)
De Sint-Walburgiskerk is een rooms-katholieke kerk in de Nederlandse plaats Netterden.

## Geschiedenis
De oorspronkelijke kerk is in de 15e eeuw gebouwd. Het kerspel Netterden bestond al in de 14e eeuw en mogelijk al eerder. Hierbij was het kerspel ontstaan als dochter van de Sint Maartenkerk in Gendringen. Tijdens de reformatie werd de druk steeds verder opgevoerd om als kerk over te stappen op het protestantisme. Eerst middels plakkaten, later ook via een synode in 1582 in Arnhem, waarbij opgeroepen werd dat kerken die onder de heer van Bergh vielen, moesten reformeren. Echter had het stift in Emmerik het recht tot het benoemen van de pastoor. De pastoor van Netterden, de heer Leub, was tegen een overgang naar het protestantisme. De druk werd steeds verder opgevoerd, onder andere door de nieuwe dominee van Gendringen en begin 17e eeuw vluchtte de pastoor naar Vrasselt en kwam de Sint-Walburgiskerk definitief in protestantse handen.
De kerk had echter weinig leden, mede doordat de katholieken tegen het verbod in, in Emmerik gingen kerken. Het ontbrak de kerk ook aan een dominee, waardoor vanuit hogerhand werd geprobeerd dominees uit omliggende parochies bij toerbeurt te laten preken in Netterden. In 1632 werd de eerste dominee aangesteld, maar deze vertrok na enkele jaren al. Zo ging het eveneens met enkele andere dominees. In het rampjaar 1672 werd op bevel van de Franse bezetter de kerk teruggeven aan de rooms-katholieken. Dit duurde echter tot 1674, toen de Fransen waren vertrokken en de staatskerk weer verplicht werd. De kerk werd vanaf toen enkel nog bediend door predikanten van omliggende parochies. In 1800 werd uiteindelijk besloten om de kerk definitief terug te geven aan de rooms-katholieken. Omdat de kerk al snel te klein werd, werd in 1846 door Waterstaatsopzichter Stephan Assis Fijnebuik een ontwerp voor nieuwbouw vervaardigd, waarbij slechts de oude toren behouden zou blijven. Dit plan bleef onuitgevoerd door tegenwerking van de overheid in de persoon van Jhr. Joannes Antonius Christianus Arnoldus van Nispen van Sevenaer, districtscommissaris te Doesburg, die sloop van een nog solide oud gebouw als geldverspilling afwees.
De kerk leed schade tijdens een grote dorpsbrand, die in 1868 een groot deel van het dorp in as legde. Voor het herstel werd onder andere Pierre Cuypers aangesteld, die de kerk liet veranderen in een neogotische pseudobasiliek. Voor het interieur werd onder meer een nieuw hoofdaltaar, twee zijaltaren, een doopvont en een communiebank aangekocht. Later werd ook een nieuwe tegelvloer aanbracht en diverse beelden in de kerk aangebracht.
Tijdens de Tweede Wereldoorlog werd eveneens enige schade aan de kerk aangebracht. De architect Johannes Sluijmer werd aangesteld om de schade in goede vorm te laten herstellen. Hierbij werden onder andere de ruiten hersteld, waaronder gebrandschilderde ramen.

## Beschrijving
De kerktoren bestaat uit drie geledingen met in de onderste geleding de entree. In de bovenste geleding zijn galmgaten aangebracht en is het uurwerk van klokkengieterij Eijsbouts aanwezig. De toren wordt aan de zijkant begeleid door een traptoren en wordt bekroond met een ingesnoerde naaldspits. In de zijgevels zijn uitbouwen aangebracht met topgevels met in de gevel spitsboogvensters verwerkt. Het zadeldak wordt gedragen door een constructie van kruisribgewelven.
De kerk is in 1967 aangewezen als rijksmonument.

## Galerij

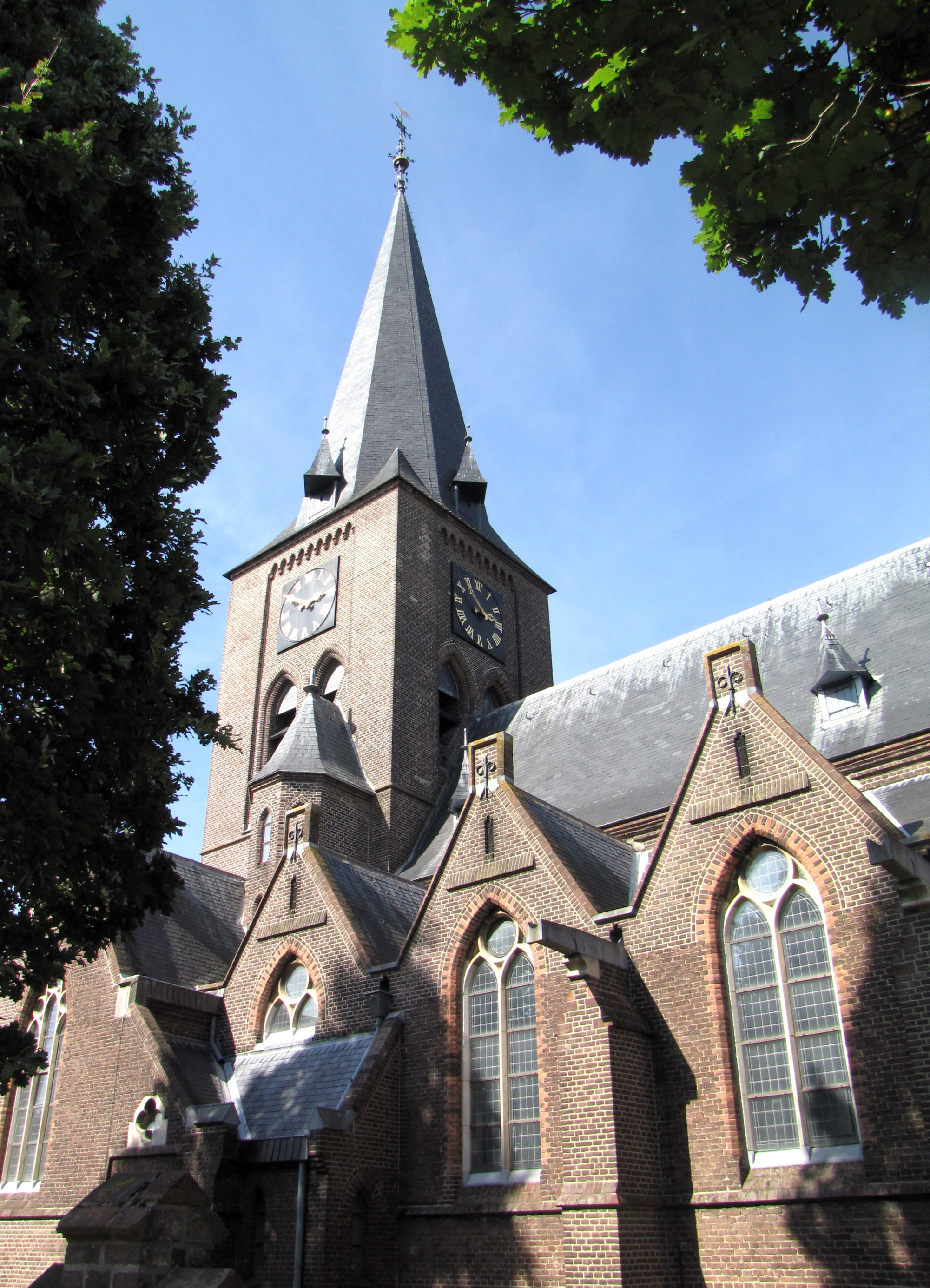
Zijgevel en toren
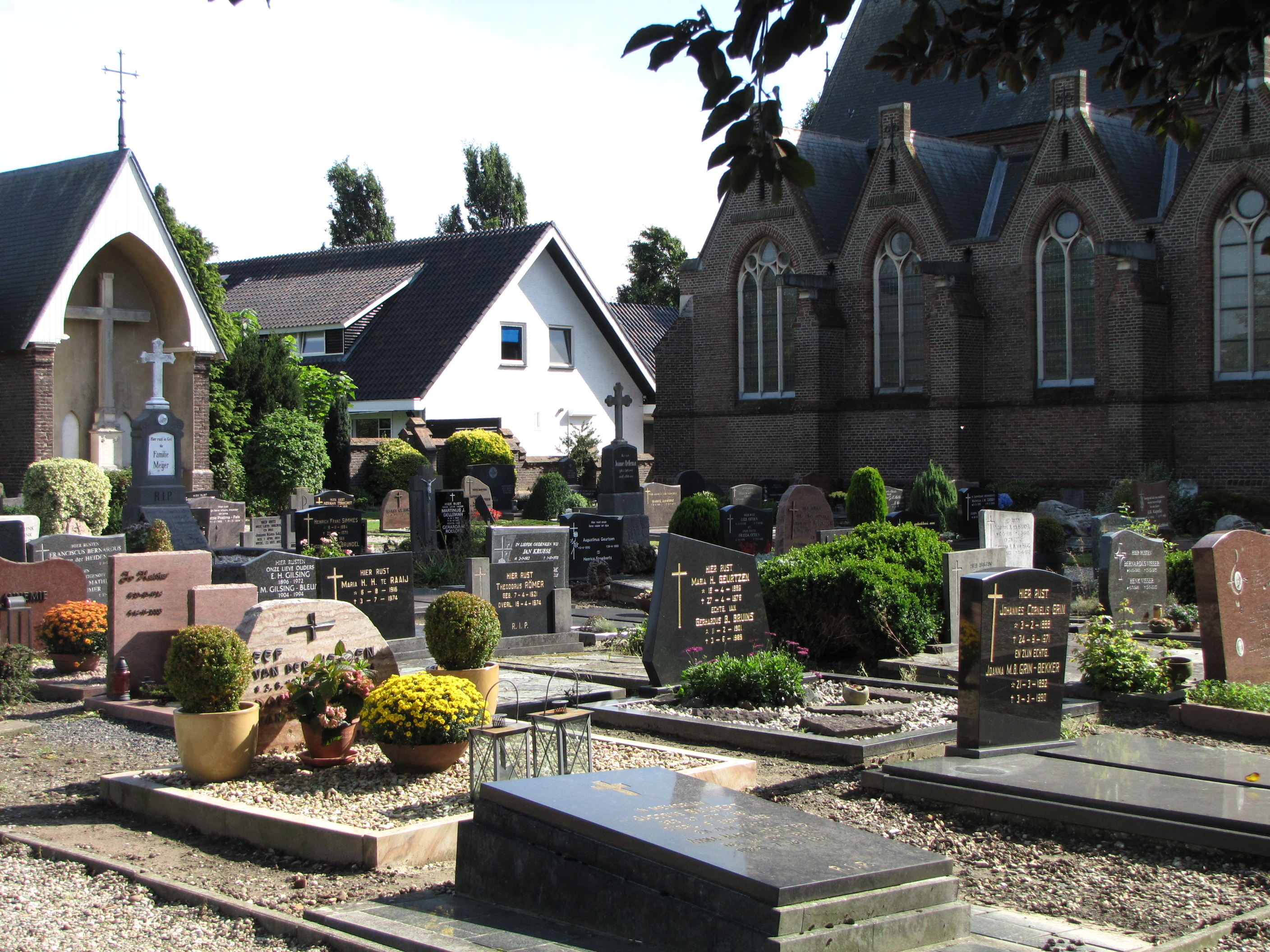
Graven bij de kerk
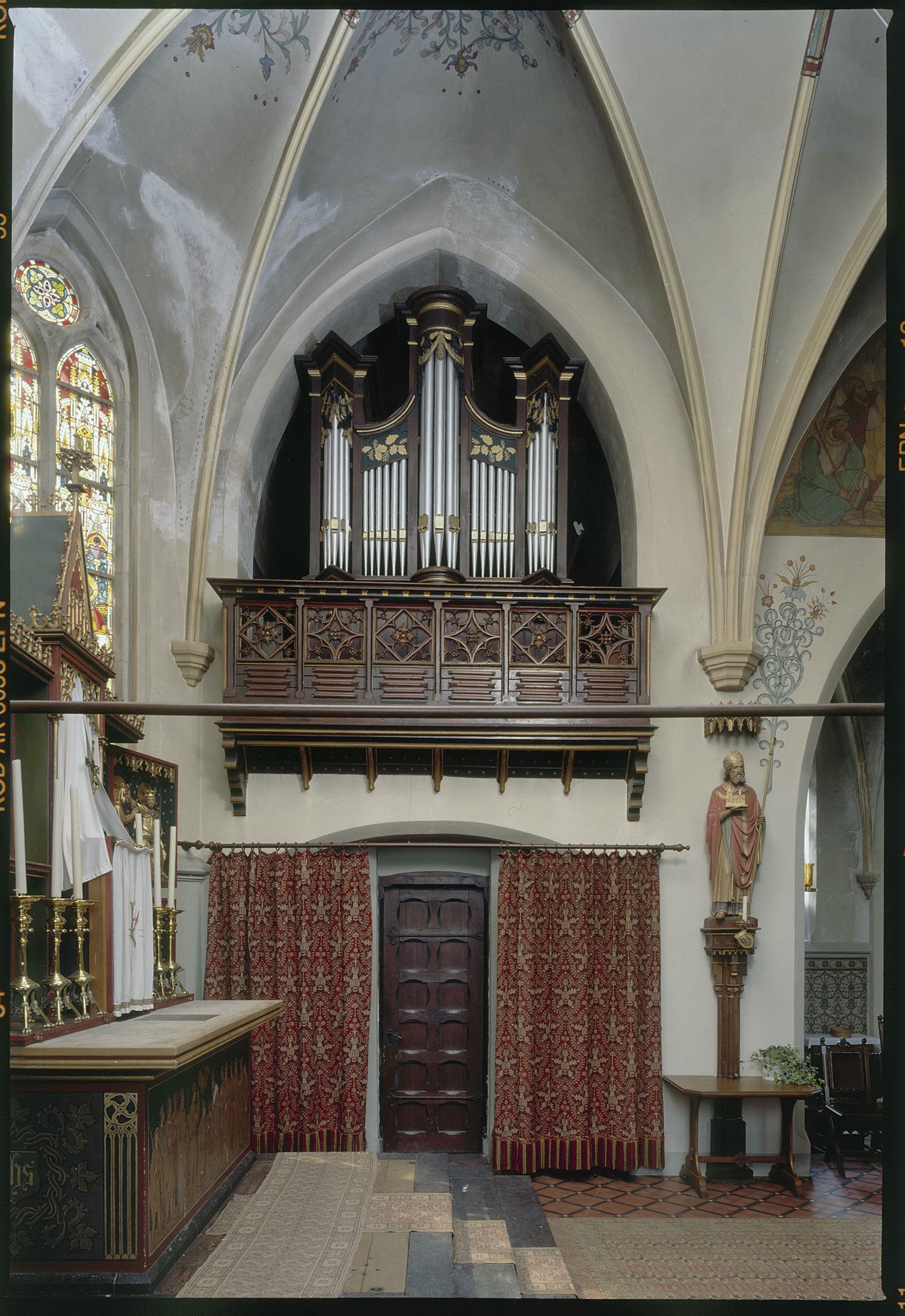
Kerkorgel
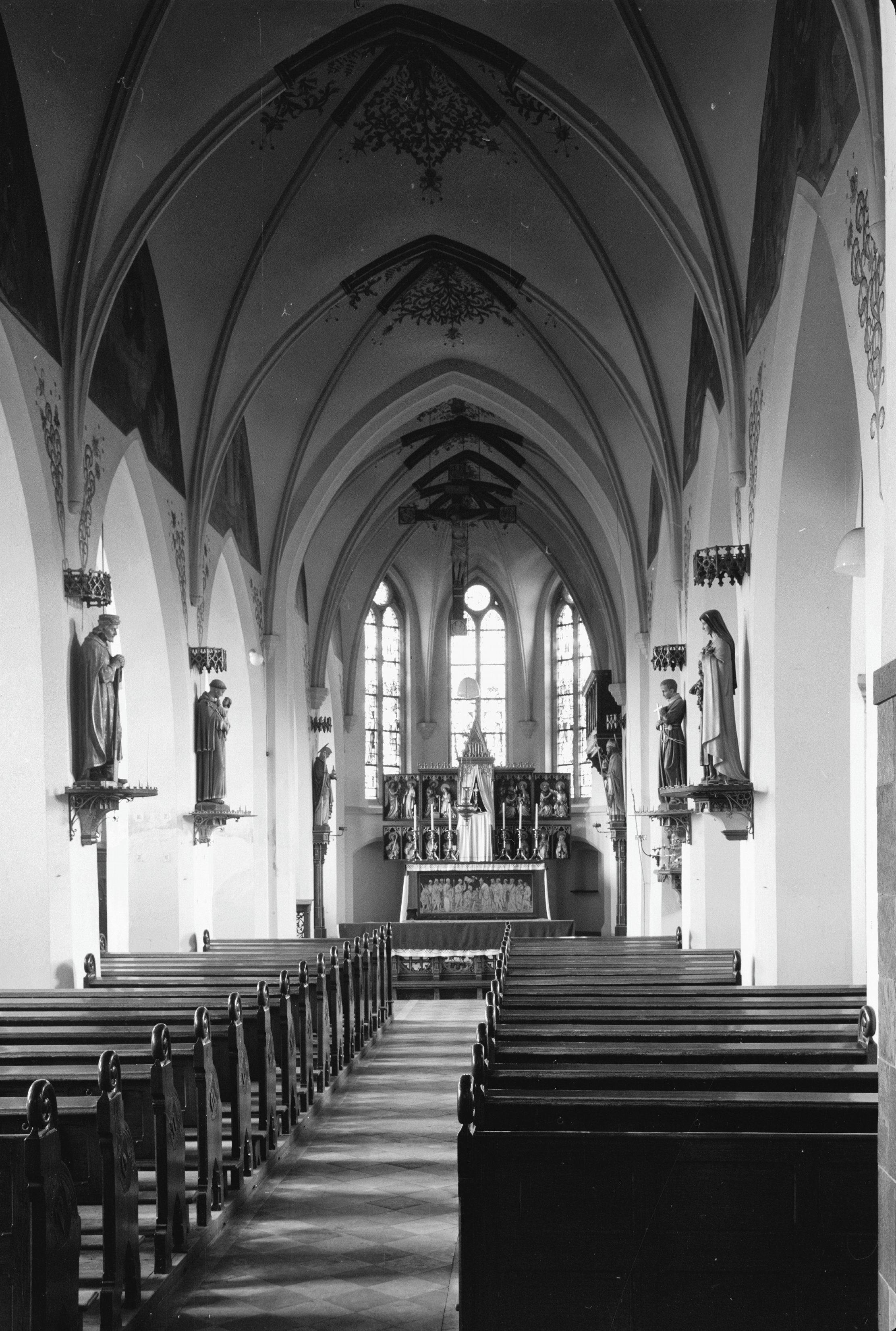
Interieur met zicht op het altaar